# Alexis Peterson
Alexis Peterson (ur. 20 czerwca 1995 w Columbus) – amerykańska koszykarka grająca na pozycji rozgrywającej, obecnie zawodniczka Maccabi Benot Aszdod.
12 maja 2019 dołączyła do Pszczółki Polski-Cukier AZS-UMCS Lublin.

## Osiągnięcia
Stan na 8 czerwca 2021, na podstawie, o ile nie zaznaczono inaczej.
NCAA
- Wicemistrzyni NCAA (2016)
- Uczestniczka rozgrywek II rundy turnieju NCAA (2014–2017)
- Koszykarka roku konferencji Atlantic Coast (ACC – 2017)
- Most Outstanding Player (MOP=MVP) turnieju Sioux Falls Regional (2015)
- Zaliczona do:
  - I składu:
    - All-America (2017 przez WBCA)
    - defensywnego ACC (2015,–2017)
    - ACC (2016, 2017)
    - ECAC (2017)
    - turnieju:
      - ACC (2016)
      - Florida Sunshine Classic (2014)
      - All-Junkanoo Jam (2014)

  - II składu:
    - All-America (2017przez Associated Press)
    - ACC (2015)
    - turnieju ACC (2017)

  - składu honorable mention All-America (2017 przez espnW)
- Liderka:
  - strzelczyń ACC (23,4 – 2017)
  - wszech czasów klubu Syracuse w asystach (590)

Drużynowe
- Wicemistrzyni Izraela (2021)[4]

Indywidualne
(* – nagrody przyznane przez portal eurobasket.com)
- Zaliczona do*:
  - III składu ligi izraelskiej (2021)[4]
  - składu honorable mention ligi izraelskiej (2018)[5]
- Liderka ligi izraelskie w przechwytach (2021)[4]